# Teresa Cristina (Cândido de Abreu)
Teresa Cristina é um distrito do município brasileiro de Cândido de Abreu, no Paraná.
De acordo com o Instituto Brasileiro de Geografia e Estatística (IBGE), sua população no ano de 2010 era de 1 737 habitantes.

## História
É no distrito de Teresa Cristina que se tem o registro da primeira colônia francesa do Paraná. Com iniciativa de Jean Maurice Faivre, e ajuda de Gustave Rumbelsperger, no século XIX, por volta de 1847, franceses e alguns belgas, e posteriormente brasileiros, criaram a Colônia Dr. Faivre, às margens do rio Ivaí. Na colônia fixaram-se 87 imigrantes. Em 1866 a colônia tinha 444 habitantes, entre imigrantes e brasileiros.
A localidade passou a ser denominada Colônia Teresa Cristina, em homenagem a imperatriz Teresa Cristina de Bourbon-Duas Sicílias. A história da Colônia Thereza foi objeto do livro "Retrato no Entardecer de Agosto" do jornalista e escritor Luiz Manfredini, publicado em setembro de 2016.